# 塞伦 (莱茵兰-普法尔茨州)
塞伦是德国莱茵兰-普法尔茨州的一个市镇。总面积3.16平方公里，总人口168人，其中男性76人，女性92人（2011年12月31日），人口密度53人/平方公里。